# Quartier de la Monnaie

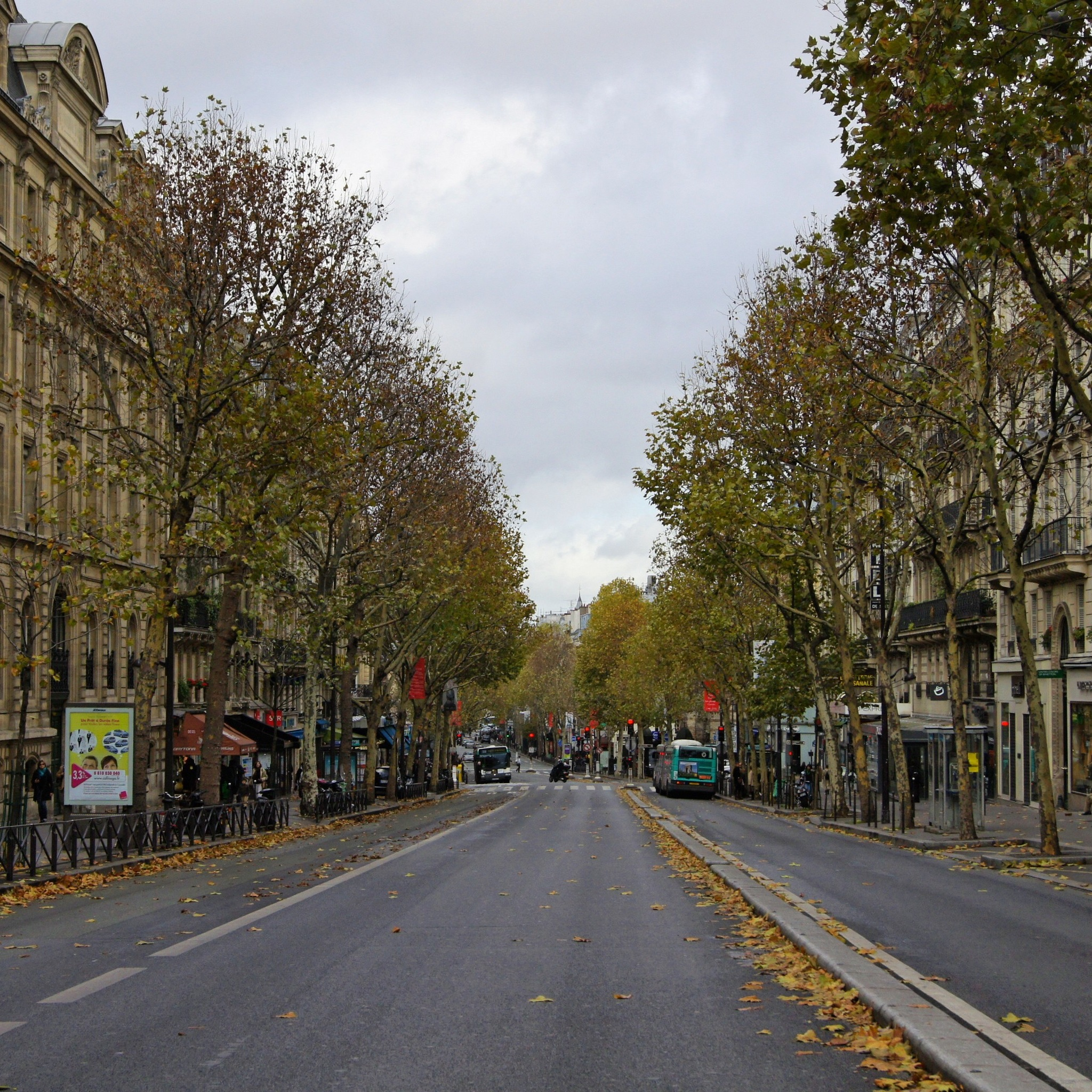
Boulevard Saint-Michel

Quartier de la Monnaie (čtvrť Mincovna) je 21. administrativní čtvrť v Paříži, která je součástí 6. městského obvodu. Má rozlohu 29,3 ha a ohraničuje ji na severu řeka Seina, na východě Boulevard Saint-Michel, na jihu ulice Rue de l'École de Médecine a Boulevard Saint-Germain a na západě Rue de Seine.
Čtvrť odvozuje své jméno podle Pařížské mincovny a jejího sídla Hôtel de la Monnaie, ve kterém sídlí numismatické muzeum.

## Vývoj počtu obyvatel
| Rok sčítání | Počet obyvatel | Hustota zalidnění (ob./km²) |
| ----------- | -------------- | --------------------------- |
| 1954        | 14 594         | 49 809                      |
| 1962        | 12 621         | 43 075                      |
| 1968        | 11 025         | 37 628                      |
| 1975        | 8 080          | 27 578                      |
| 1982        | 6 484          | 22 133                      |
| 1990        | 6 514          | 22 232                      |
| 1999        | 6 185          | 21 109                      |